# Oliver, Pennsylvania
Oliver är en ort i Fayette County i delstaten Pennsylvania, USA.